# Jacques Cotton
Jacques Cotton, död 1680, var en fransk präst. Han var en av de åtalade i den berömda giftmordsaffären.
Han var präst. Han var affärskollega till Francoise Filastre, och anlitades av henne för att utföra svarta mässor till Djävulen och framkalla demoner åt hennes kunder från överklassen. 
Han dömdes till döden och avrättades genom att brännas levande på bål. 